# Edmond Roudnitska
Edmond Fernand Eugène Roudntiska (Nizza, 22 maggio 1905 – Grasse, 17 giugno 1996) è stato un profumiere francese.
È principalmente conosciuto per aver creato alcuni dei più famosi profumi al mondo, come Eau sauvage di Christian Dior o Femme di Rochas. Alcune delle sue creazioni sono tuttora in produzione. È il padre del profumiere Michel Roudnitska.

## Biografia
Essenzialmente autodidatta, nel 1946 Roudnitzka fondò "Art et Parfum", un laboratorio privato per la creazione di fragranze, con sede a Courbevoie, vicino a Parigi, e in seguito trasferito a Cabris, vicino a Grasse, dove l'uomo si stabilì a vivere con la moglie Thérèse Delveaux e dove continuò ad abitare sino alla sua morte nel 1996.
Le sue creazioni per Christian Dior servirono a costruire la sua reputazione di profumiere. Diorissimo, un profumo basato sull'essenze del mughetto, segnò un risultato formidabile nel campo della profumeria. A differenza di quanto accadeva con le rose o i gelsomini, l'odore del mughetto non poteva essere estratto. Roudnitska aggirò il problema creando una ricostruzione quasi perfetta del profumo del fiore.
Roudnitska fu inoltre autore di numerosi libri sull'arte della profumeria, fra cui L'Intimité du Parfum, Former les Hommes, mythe ou réalité?, L'Esthétique en Question, Le Parfum e Une Vie au service du Parfum.

## Principali profumi creati
Christian Dior
- Diorama (1948)
- Eau Fraîche (1955)
- Diorissimo (1956)
- Eau sauvage (1966)
- Diorella (1972)
- Dior-Dior (1976)

Elizabeth Arden
- It's You (1939)
- On Dit (1952)

Hermès
- Eau d'Hermès (1951)
- Grande Eau d'Hermès (1987)

Rochas
- Femme (1944)
- Mousseline (1946)
- Mouche (1947)
- Moustache (1949)
- La Rose (1949)